# August Friedrich Gfrörer
August Friedrich Gfrörer (magyarosan: Gfrörer Ágost Frigyes), (Calw, 1803. március 5. – Karlsbad, 1861. július 6.) német történetíró, politikus, a frankfurti parlament tagja.

## Életpályája
Evangélikus teológiai tanulmányait Tübingenben végezte, majd 1825 és 1828 között mint magántitkár Svájcban és Olaszországban tartózkodott. 1846-ban a freiburgi egyetem (Albert-Ludwigs-Universität) meghívta tanárnak. 1848. május 20. és 1849. május 30. között tagja volt a frankfurti parlamentnek, ahol Poroszország ellenfeleihez csatlakozott és indítványt tett a német katolikusok és protestánsok egyesülésére. 1853-ban katolikus hitre tért át.

## Főbb művei
- Gustav Adolf und seine Zeit (Stuttgart, 1835, 4. kiadás, 1863)
- Geschichte des Urchristenthums (uo. 1838, 3 kötet)
- Geschichte der ost- und westfränkischen Karolinger (Freiburg, 1848, 2 kötet)
- Urgeschichte des menschlichen Geschlechts (Schaffhausen, 1855, 2 kötet)
- Papst Gregorius VII. u. sein Zeitalter (uo. 1859-61, 7 kötet)

### Halála után jelentek meg
- Geschichte des XVIII. Jahrhunderts (4. kötet)
- Zur Geschichte deutscher Volksrechte (2. kötet)
- Byzantinische Geschichten (2. köt.). Ebben az utóbbi munkában a középkori dalmát-horvát történetet is tárgyalja.

### Fordítása
- Iosephus Flavius: Geschichte des jüdischen Krieges oder vom Untergang des jüdischen Volkes seiner Hauptstadt Jerusalem. Aus d. Griech. für Leser aller Stände neu übersetzt. Durchges. u. hrsg. von A. Fr. Gfrörer. Mit geograph. u. histor. Erl. von Wilhelm Hoffmann, Stuttgart–Leipzig, Rieger, 1836